# ویتوریو کریستینی
ویتوریو کریستینی (انگلیسی: Vittorio Cristini; ۲۴ مهٔ ۱۹۲۸ – ۲۹ سپتامبر ۱۹۷۴) بازیکن فوتبال اهل ایتالیا بود.
از باشگاه‌هایی که در آن بازی کرده‌است می‌توان به باشگاه فوتبال آ.اس. رم اشاره کرد.